# Свих жалосних радост
Икона мати божије Свих жалосних радост је икона пресвете Богородице, коју верни Руске православне цркве поштују као чудотворну. Приказује фигуру Богородице у сјају ореола, окружену људима, у мукама, болести и жалости, и анђелима који им помажу њеним молитвама.
Икона је иконописана 1688. године у Москви, у цркви Богородице Свих жалосних радост (Преображење).
Икона се у Руској православној цркви прославља 24. октобра по јулијанском календару (6. новембра, према грегоријанском).